# Suresh Canagarajah
Suresh Canagarajah (9 de outubro de 1957) é um linguista cingalês. Professor de linguística aplicada e estudos asiáticos da Universidade Estadual da Pensilvânia, de onde é membro desde 2007, é um dos principais pesquisadores de variação e mudança do inglês e da aquisição do inglês como segunda língua. Seus trabalhos, repercutidos internacionalmente, trazem conceitos importantes na área de translinguismo e imperialismo linguístico, além de questões sociopolíticas no ensino de línguas.